# August Adolph Günther
August Adolph Günther (* 14. April 1779; † 25. Dezember 1842 in Berlin) war ein deutscher Architekt, preußischer Baubeamter und Lehrer.

## Leben
August Adolph Günther war der Sohn des Architekten Christof Günther aus dem westpreußischen Marienwerder und dessen Ehefrau Maria Barbara geb. Groening. Er erhielt 1797 bis 1798 eine erste Anstellung als Baueleve beim Gefängnisbau in Peisern. Anschließend studierte er an der Berliner Bauakademie und schloss als Kondukteur mit Auszeichnung ab. Als Baureferendarius wurde er 1803 zum Wasserbaukondukteur ernannt und begleitete den Kriegs- und Domänen-Rat Peterson von April bis August 1805 auf einer Reise in die Niederlande zum Studium der dortigen Wasserbauten. Auf dem Rückweg besichtigte er den Rendsburger Kanal und andere Wasserbauten in Holstein. 1816 wurde er, inzwischen Regierungs- und Wasserbaurat, als Geheimer Oberbaurat bei der Oberbaudeputation in Berlin eingestellt. Er kaufte 1822 das heutige Magnus-Haus (Am Kupfergraben 7) für sich und seine Familie und ließ es nach eigenen Plänen erweitern und umbauen. Als Architekt erbaute er von 1822 bis 1825 die Lange Brücke in Potsdam, hatte von 1825 bis 1826 die Bauleitung für den Leuchtturm am Kap Arkona auf Rügen (nach Entwurf von Karl Friedrich Schinkel) sowie für die Schleuse in Brieskow und plante die 1826 fertiggestellte Weidendammer Brücke in Berlin. 1828 war er an Wasserbauarbeiten im Fürstentum Neuenburg und 1830–1834 am Neubau der Bezirksregierung Oppeln beteiligt. 1833 ließ er in Berlin das (vermutlich von ihm selbst entworfene) viergeschossige Mehrfamilienwohnhaus Joachimstraße 16 errichten. Ab 1836 war er auch als Lehrer an der Bauakademie tätig. Er wurde 1838 zum Vizeoberbaudirektor befördert und nach Schinkels Tod im November 1841 als dessen Nachfolger zum Oberbaudirektor ernannt; er starb aber bereits ein Jahr später.

## Familie
August Adolph Günther war verheiratet mit Maria geb. Barstow. Seine Nachkommen waren der Jurist William Barstow von Guenther (1815–1892), der Arzt Carl Richard Guenther (* 1817), der Rittergutsbesitzer Franz Adolph Guenther (1820–1876) und die Töchter Marie und Augusta. Marie heiratete 1830 den Chirurgen Wilhelm Baum.